# Madaillan
Madaillan (okzitanisch: Madalhan) ist eine französische Gemeinde mit 664 Einwohnern (Stand: 1. Januar 2022) im Département Lot-et-Garonne in der Region Nouvelle-Aquitaine. Madaillan liegt im Arrondissement Agen und gehört zum Kanton Le Confluent. Die Einwohner werden  Madaillanais genannt.

## Geografie
Madaillan liegt etwa zehn Kilometer nordnordwestlich von Agen. An der nördlichen Gemeindegrenze verläuft der Fluss Masse de Prayssas, der hier zum Lac de Néguenou aufgestaut ist, im Süden das Flüsschen Bourbon, beides Zuflüsse der Garonne. Umgeben wird Madaillan von den Nachbargemeinden Laugnac im Norden und Nordosten, Foulayronnes im Osten und Südosten, Colayrac-Saint-Cirq im Süden, Saint-Hilaire-de-Lusignan im Süden und Südwesten, Lusignan-Petit im Westen sowie Prayssas im Westen und Nordwesten.

## Bevölkerungsentwicklung
| Jahr                       | 1962 | 1968 | 1975 | 1982 | 1990 | 1999 | 2006 | 2018 |
| -------------------------- | ---- | ---- | ---- | ---- | ---- | ---- | ---- | ---- |
| Einwohner                  | 569  | 506  | 469  | 465  | 489  | 502  | 566  | 651  |
| Quellen: Cassini und INSEE |      |      |      |      |      |      |      |      |

## Sehenswürdigkeiten
- Kirche Saint-Martin in Doulougnac, ursprünglich aus dem 12. Jahrhundert, heutiger Bau aus dem 19. Jahrhundert
- Kirche Saint-Julien in Terre-Fosse aus dem 15./16. Jahrhundert
- Kirche Saint-Denis in Bordes aus dem 15./16. Jahrhundert
- Kirche Saint-Barthélemy in Fraysse aus dem 12. Jahrhundert
- Burg Madaillan im späten 13. Jahrhundert errichtet, Umbauten aus dem 14. und 16. Jahrhundert
- Herrenhaus von Boissonade aus dem 17. Jahrhundert
- Herrenhaus von Monplaisir aus dem 17. Jahrhundert

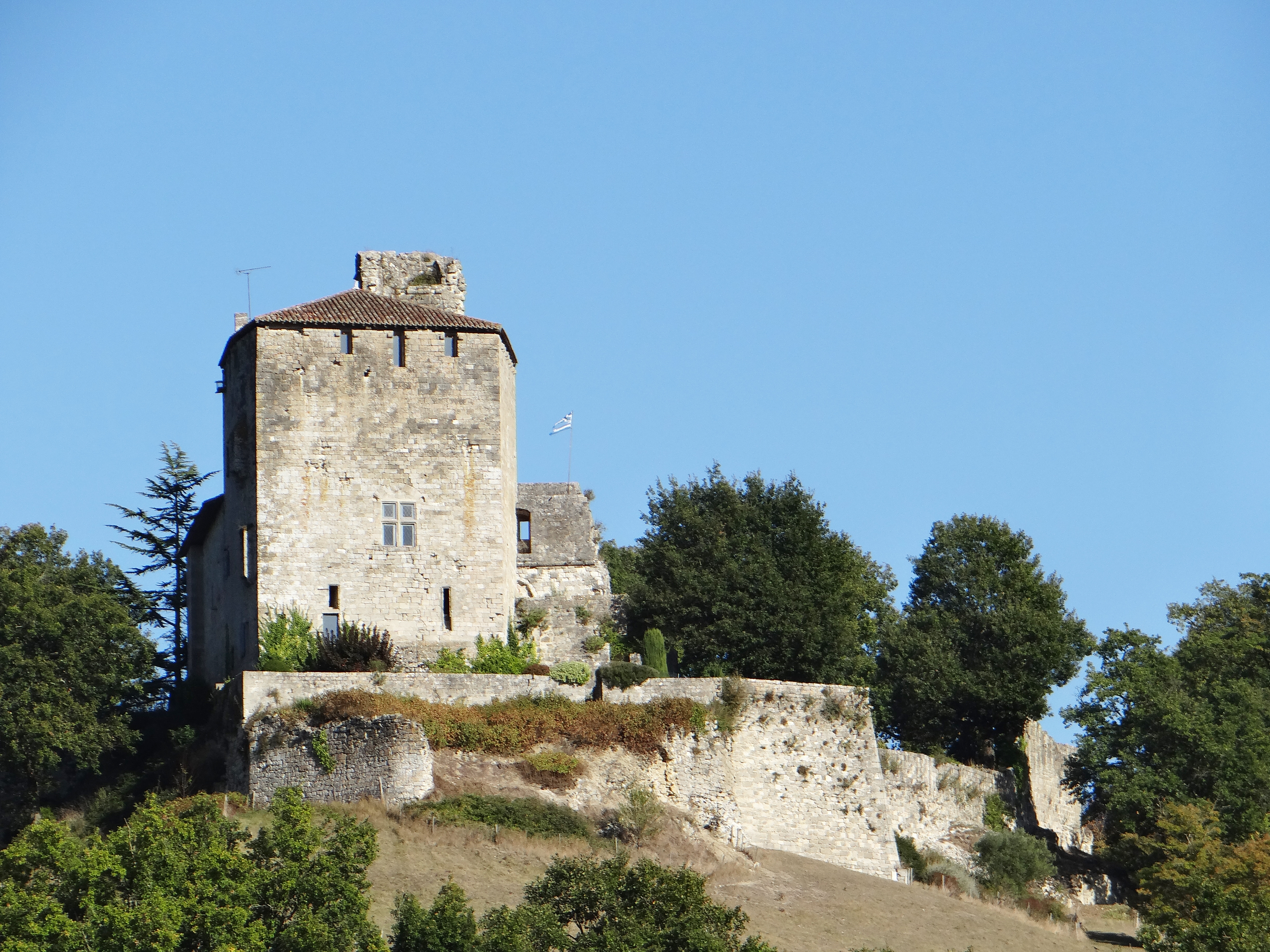
Burg Madaillan

- Mühle Baret, 1560 erbaut